# Gibilmanna

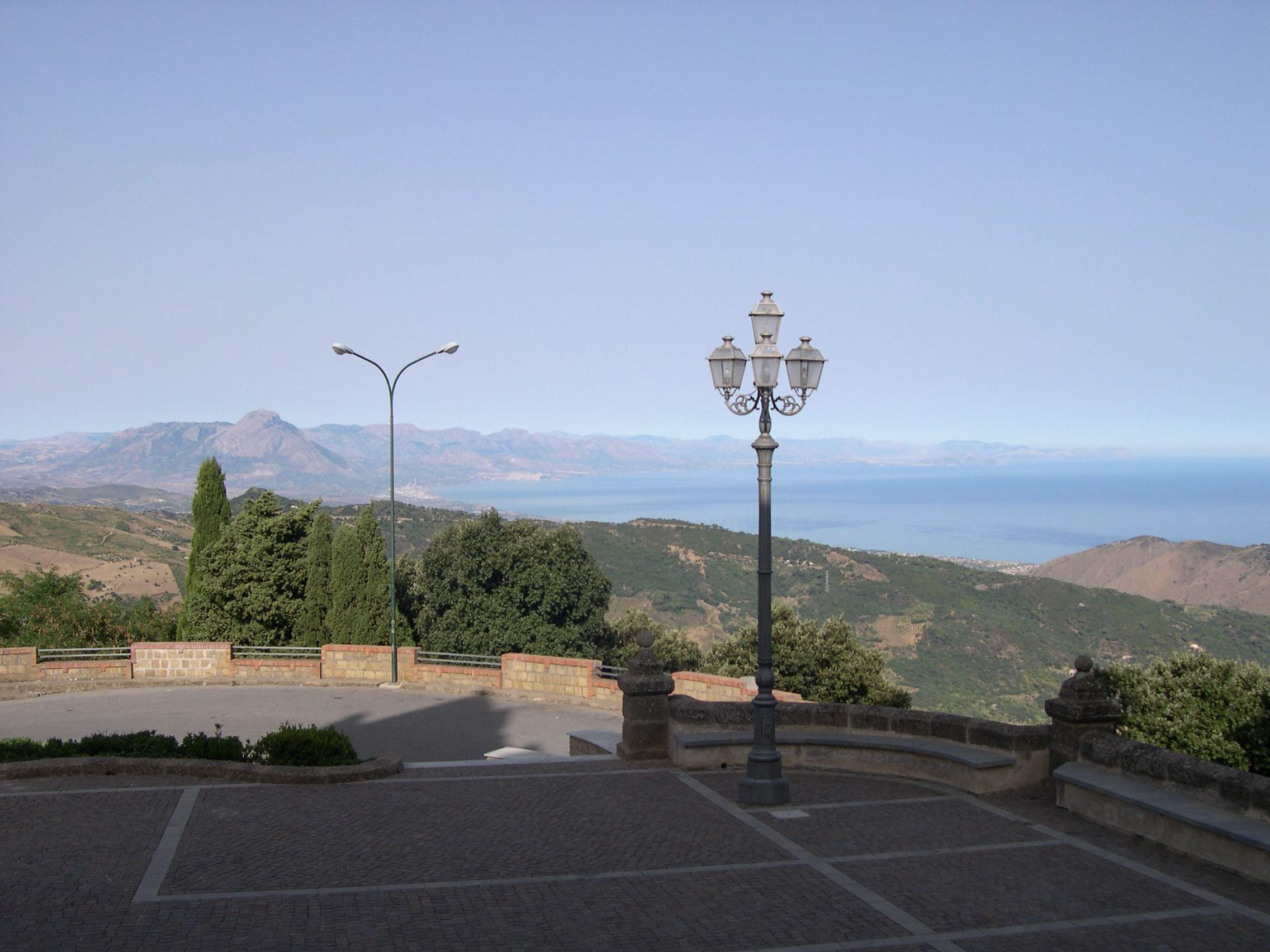
Gibilmanna (2005)

Gibilmanna ist ein Ortsteil (Fraktion) der Gemeinde Cefalù in der italienischen Region Sizilien. Der Ortsteil liegt südlich des Stadtkerns von Cefalù in einer Höhe von ca. 800 m am Westhang des Pizzo S. Angelo in den Madonie. 
Über die Herkunft des Namens gibt es verschiedene Theorien. Am wahrscheinlichsten ist eine Herleitung aus dem Arabischen mit dem Wortbestandteil „djebel“ = Hügel, Berg.
Wegen seiner Höhenlage ist Gibilmanna beliebt als Ferienort. Bekannt ist Gibilmanna vor allem für sein Marienheiligtum, das Santuario di Gibilmanna. Neben dem Heiligtum befindet sich ein Museum der Kapuziner, das Museo Frà Gianmaria da Tusa.
Bei den Waldbränden im Sommer 2007 wurde Gibilmanna schwer beschädigt.